# Лемма разветвления
Лемма разветвления (англ. Forking lemma) — лемма в области криптографических исследований.
На практике, лемма разветвления широко используется для доказательства безопасности различных схем цифровой подписи и других криптографических конструкций на основе случайного оракула.

## История
Доказана и впервые использована Дэвидом Поинтчевалом и Жаком Стерном в «Доказательствах безопасности схем подписи», опубликованных в материалах Eurocrypt в 1996 году. В их статье лемма о разветвлении определена в терминах противника, который атакует схему цифровой подписи, созданную в модели случайного оракула (идеализированная хеш-функция, которая на каждый новый запрос выдаёт случайный ответ, равномерно распределённый по области значений, с условием, что если один и тот же запрос поступит дважды, то ответ должен быть одинаковым). Они показывают, что если злоумышленник может подделать подпись с пренебрежимо малой вероятностью, то есть существует некоторая вероятность того, что тот же противник с той же случайной лентой может создать вторую подделку в атаке с другим случайным оракулом.
Лемма была позже обобщена Михиром Белларом и Грегори Невеном.

## Формулировка

### Лемма разветвления (оригинальная)
Первоначальный вариант леммы , сформулированный и доказанный Поинтчевалом и Стерном, выглядит следующим образом:
Пусть {\displaystyle (G,\Sigma ,V)} — общая схема цифровой подписи с секретным параметром {\displaystyle k}. Пусть {\displaystyle A} — вероятностная машина Тьюринга с некоторым полиномиальным временем работы, вход которой состоит только из открытых данных. Обозначим через {\displaystyle Q} количество запросов, которые {\displaystyle A} может задать случайному оракулу. Предположим, что в течение времени {\displaystyle T}, {\displaystyle A} дает с вероятностью {\displaystyle \varepsilon \geq {\frac {7Q}{2^{k}}}}, валидную подпись {\displaystyle (m,\sigma _{1},h,\sigma _{2})}. Тогда есть другая машина, которая имеет контроль над А и производит две валидные подписи {\displaystyle (m,\sigma _{1},h,\sigma _{2})} и {\displaystyle (m,\sigma _{1},h^{\prime },\sigma _{2}^{\prime })} такие, что {\displaystyle h\neq h^{\prime }} за ожидаемое время {\displaystyle T_{0}\leq {\frac {84480TQ}{\varepsilon }}}.

### Обобщенная лемма разветвления
Также существует обобщенный вариант этой леммы , сформулированный и доказанный Белларом и Невеном. В отличие от классического варианта леммы Поинтчевала и Стерна, обобщенная лемма оперирует не со схемами подписей и случайными оракулами, а скорее концентрируется на выходном поведении алгоритма, когда он запускается дважды на связанных входах. Это делает её легко применимой в контекстах, отличных от стандартных схем подписи, и отделяет вероятностный анализ от фактического моделирования в доказательстве безопасности, что позволяет использовать более легкие для проверки доказательства. Для понимания связи между леммами следует воспринимать {\displaystyle x} как открытый ключ и набор чисел {\displaystyle (h_{1},...,h_{q})} как ответы на запросы случайного оракула. 

Формулировка обобщенной леммы разветвления:
Зафиксируем целое число {\displaystyle q\geq 1} и набор {\displaystyle H} размером {\displaystyle h\geq 2}. Пусть {\displaystyle A} — вероятностная машина Тьюринга, которая на вход получает набор {\displaystyle (x,h_{1},...,h_{q};r)}, где {\displaystyle r} — случайная лента для {\displaystyle A}. Пусть {\displaystyle A} возвращает пару {\displaystyle (J,y)}, где {\displaystyle J} является целым числом в диапазоне {\displaystyle (0,...,q)}, а второй элемент называется побочным выводом. Предположим далее, что {\displaystyle IG} — это распределение вероятностей, из которого берется {\displaystyle x}. Вероятность принятия {\displaystyle A} обозначаемая {\displaystyle acc}, определяется как вероятность того, что {\displaystyle J\geq 1} в эксперименте
{\displaystyle {\text{x ← IG; }}h_{1},...,h_{q}{\text{ ← H; (J,σ) ←}}A(x,h_{1},...,h_{q})}
Определим «алгоритм разветвления» {\displaystyle F_{A}} для заданной машины Тьюринга A, который принимает входные данные {\displaystyle x}, следующим образом:
1. Выберем случайную ленту {\displaystyle r} для {\displaystyle A}.
2. Выберем {\displaystyle h_{1},...,h_{q}} равномерно из {\displaystyle H}.
3. Запустим {\displaystyle A} c набором {\displaystyle (h_{1},...,h_{q};r)} на входе, чтобы получить набор {\displaystyle (J,y)}.
4. Если {\displaystyle J=0}, то вернуть {\displaystyle (0,0,0)}.
5. Выберем {\displaystyle h_{1}^{\prime },...,h_{q}^{\prime }} равномерно из {\displaystyle H}.
6. Запустим A с набором {\displaystyle (x,h_{1},...,h_{J-1},h_{J}^{\prime },...,h_{q}^{\prime };r)} на входе, чтобы получить набор {\displaystyle (J^{\prime },y^{\prime })}.
7. Если {\displaystyle J^{\prime }=J} и {\displaystyle h_{J}\neq h_{J}^{\prime }}, вернуть {\displaystyle (1,y,y^{\prime })}, в противном случае вернуть {\displaystyle (0,0,0)}.

Пусть {\displaystyle frk} будет вероятностью того, что {\displaystyle F_{A}} выдает тройной результат, начиная с 1, при условии, что вход {\displaystyle x} выбран произвольно из {\displaystyle IG}:
{\displaystyle {\text{frk}}=Pr\left[{\text{b=1: x ← IG; (b, σ, σ′) ← }}F_{A}(x)\right].}
Тогда:
{\displaystyle {\text{frk}}\geq {\text{acc}}\cdot \left({\frac {\text{acc}}{q}}-{\frac {1}{h}}\right)(1)}
Что равносильно
{\displaystyle {\text{acc}}\leq \left({\frac {\text{q}}{h}}+{\sqrt {{\text{q}}\cdot {\text{frk}}}}\right)(2)}
Идея состоит в том, что A запускается два раза в связанных исполнениях, где процесс «разветвляется» в определённый момент, когда некоторые, но не все входные данные были исследованы. Точка, в которой процесс разветвляется, может быть тем, что мы хотим определить позже, возможно, основываясь на поведении A в первый раз: вот почему утверждение леммы выбирает точку ветвления {\displaystyle J} на основании выходных данных A. Требование о том, что {\displaystyle h_{J}\neq h_{J}^{\prime }} является техническим требованием, используемым многими леммами. (Обратите внимание, что поскольку {\displaystyle h_{J}} и {\displaystyle h_{J}^{\prime }} выбираются случайным образом из {\displaystyle H}, то, если {\displaystyle h} большое, что нормально, вероятность того, что два этих значения не будут различаться, чрезвычайно мала.)

## Пример
Например, пусть {\displaystyle A} будет алгоритмом взлома схемы цифровой подписи в модели случайного оракула. Тогда {\displaystyle x} будет открытым параметром (включая открытый ключ), который атакует {\displaystyle A}, а {\displaystyle h_{i}} будет выводом случайного оракула на его {\displaystyle i}-й отдельный вход. Лемма разветвления полезна, когда было бы возможно, учитывая две разные случайные подписи одного и того же сообщения, решить некоторую сложную проблему. Однако противник, который подделывает один раз, порождает того, кто подделывает дважды одно и то же сообщение с немалой вероятностью благодаря лемме о разветвлении. Когда {\displaystyle A} пытается подделать сообщение {\displaystyle m}, мы считаем вывод {\displaystyle A} следующим образом {\displaystyle (J,y)}, где {\displaystyle y} — подделка, а {\displaystyle J} таков, что {\displaystyle m} был {\displaystyle J}-м уникальным запросом к случайному оракулу (можно предположить, что {\displaystyle A} запросит {\displaystyle m} в некоторый момент, если {\displaystyle A} должен быть успешным с незначительной вероятностью). (Если {\displaystyle A} выдает неправильную подделку, мы считаем, что выходные данные {\displaystyle (0,y)}.)
По лемме разветвления вероятность {\displaystyle frk} получения двух хороших подделок {\displaystyle y} и {\displaystyle y^{\prime }} для одного и того же сообщения, но с разными случайными выходами оракула (то есть {\displaystyle h_{J}} ≠ {\displaystyle h_{J}^{\prime }}) не пренебрежимо мала, когда параметр {\displaystyle acc} также не незначителен. Это позволяет нам доказать, что если основная сложная проблема действительно сложна, то никакой злоумышленник не может подделать подписи.
В этом суть доказательства, данного Пойнтхевалом и Стерном для модифицированной схемы подписи Эль-Гамаля.

## Доказательство обобщенной леммы
Докажем сначала {\displaystyle {\text{(1)}}}, потом докажем что из {\displaystyle {\text{(1)}}} следует {\displaystyle {\text{(2)}}}.
Пусть для каждого {\displaystyle {\text{x}}} величина {\displaystyle acc(x)} будет обозначает вероятность того, что {\displaystyle J\geq 1} в эксперименте
{\displaystyle h_{1},...,h_{q}{\text{ ← H; (J,σ) ←}}A(x,h_{1},...,h_{q})}.
Также пусть {\displaystyle frk(x)=Pr\left[{\text{b=1: (b, σ, σ′) ← }}F_{A}(x)\right]}. 

Мы утверждаем, что для любого {\displaystyle x,}

{\displaystyle frk(x)\geq acc(x)\cdot \left({\frac {acc(x)}{q}}-{\frac {1}{h}}\right)(3)}.
Затем, зная {\displaystyle {\text{x ← IG}}} и с учетом что {\displaystyle E[acc(x)]=acc}, получаем 

{\displaystyle frk=E[frk(x)]\geq E\left[acc(x)\cdot \left({\frac {acc(x)}{q}}-{\frac {1}{h}}\right)\right]=}
{\displaystyle ={\frac {E[acc(x)^{2}]}{q}}-{\frac {E[acc(x)]}{h}}\geq {\frac {E[acc(x)]^{2}}{q}}-{\frac {E[acc(x)]}{h}}=acc\cdot \left({\frac {\text{acc}}{q}}-{\frac {1}{h}}\right).}
Что доказывает {\displaystyle (1)}.
Перейдем к доказательству утверждения {\displaystyle (3)}.

Для любого входа {\displaystyle x} с вероятностями, взятыми из {\displaystyle F_{A}}, мы имеем 

{\displaystyle frk(x)=Pr[I=I^{\prime }\wedge I\geq 1\wedge h_{I}\neq h_{I}^{\prime }]\geq Pr[I=I^{\prime }\wedge I\geq 1]-Pr[I\geq 1\wedge h_{I}\neq h_{I}^{\prime }]=}
{\displaystyle =Pr[I=I^{\prime }\wedge I\geq 1]-{\frac {Pr[I\geq 1]}{h}}=Pr[I=I^{\prime }\wedge I\geq 1]-{\frac {acc(x)}{h}}}
Осталось показать что {\displaystyle Pr[I=I^{\prime }\wedge I\geq 1]\geq {\frac {acc(x)^{2}}{q}}}. 

Обозначим через {\displaystyle \mathbf {R} } множество, в котором работает данная машина Тьюринга A. 

Пусть для каждого {\displaystyle i\in \{1,...,q\}} соответствующий {\displaystyle X_{i}:\mathbf {R} \times H^{i-1}{\text{→ [0,1]}}} определяется значением {\displaystyle X_{i}(\rho ,h_{1},...,h_{i-1})} в 

{\displaystyle Pr\left[J=i:h_{1},...,h_{q}{\text{ ← H; (J,σ) ←}}A(x,h_{1},...,h_{q};\rho )\right]} для всех {\displaystyle \rho \in \mathbf {R} } и {\displaystyle h_{1},...,h_{q}\in H}.
{\displaystyle X_{i}} здесь рассматривается как случайная величина с равномерным распределением. Тогда
{\displaystyle Pr[I=I^{\prime }\wedge I\geq 1]=\sum _{i=1}^{q}Pr[I=i\wedge I^{\prime }=i]=\sum _{i=1}^{q}Pr[I=i]\cdot Pr[I^{\prime }=i|I=i]=}
{\displaystyle =\sum _{i=1}^{q}\sum _{\rho ,h_{1},...,h_{i-1}}X_{i}(\rho ,h_{1},...,h_{i-1})^{2}\cdot {\frac {1}{|\mathbf {R} |\cdot |H|^{i-1}}}=\sum _{i-1}^{q}E[X_{i}^{2}]\geq \sum _{i-1}^{q}E[X_{i}]^{2}}.
Пусть {\displaystyle x_{i}=E[X_{i}]} для {\displaystyle x\in {1,...,q}}. Тогда 

{\displaystyle \sum _{i=1}^{q}E[X_{i}]^{2}\geq {\frac {1}{q}}\cdot \left(\sum _{i=1}^{q}E[X_{i}]\right)^{2}={\frac {1}{q}}\cdot acc(x)^{2}.}
Это доказывает {\displaystyle (3)}, и, следовательно, {\displaystyle (1)}. Докажем теперь {\displaystyle (2)}. С учетом {\displaystyle (1)} получим, что 
 {\displaystyle \left(acc-{\frac {q}{2h}}\right)^{2}=acc^{2}-acc\cdot {\frac {q}{h}}+{\frac {q^{2}}{4h^{2}}}\leq q\cdot frk+{\frac {q^{2}}{4h^{2}}}.}

Взяв с обеих сторон квадратный корень, и учтя, что 

{\displaystyle {\sqrt {a+b}}\leq {\sqrt {a}}+{\sqrt {b}}} для любых вещественных {\displaystyle a,b\geq 0,}
получим: 

{\displaystyle acc-{\frac {q}{2h}}\leq {\sqrt {q\cdot frk}}+{\sqrt {\frac {q^{2}}{4h^{2}}}}={\sqrt {q\cdot frk}}+{\frac {q}{2h}}}, откуда следует {\displaystyle (2)}.

 Лемма доказана.

## Известные проблемы с использованием леммы
Ограничение, создаваемое леммой о разветвлении, не является жестким. Авторы Поинтчевал и Стерн предложили несколько способов для повышения уровня безопасности цифровых подписей и слепой подписи, основываясь на лемме разветвления. Однако Клаус Шнорр осуществил атаку на слепые схемы подписей Шнорра, которые, как утверждалось, были надежно защищены Поинтчевалом и Стерном. Шнорр также предложил усовершенствования для защиты схем слепых подписей, основанных на проблеме дискретного логарифмирования.